# Ferraù
Ferraù (noto anche come Ferrauto, Feragu o ancora Feraguto) è un personaggio letterario presente nella Chansons de geste e nell'Orlando furioso di Ludovico Ariosto. Viene perlopiù rappresentato come un cavaliere saraceno; in alcune fonti è presentato come un gigante, ma sempre e comunque nemico dei cristiani. Con il nome di Feragu appare per la prima volta nell'Entrée d'Espagne, poema franco-italiano del XIV secolo.

## Il personaggio

### Il ritratto
Ferraù è uno tra i più interessanti tra i cavalieri saraceni, oltre ad essere uno dei più famosi. Secondo la tradizione è superbo (Ariosto dice che avrebbe la corona in testa dei superbi) e smanioso di essere considerato il migliore. È il nemico giurato di Orlando. La loro eterna tenzone era iniziata per la bella Angelica, di cui entrambi erano innamorati, episodio descritto da Boiardo all'inizio della sua opera. Inoltre il pagano ha giurato di avere l'elmo fatato di Orlando (già di Almonte) e per un inganno di Angelica lo avrà. Ma è anche un altro il motivo che spinge Ferraù allo scontro con il paladino. I due si ritrovano più volte nel corso dei poemi, anche in contesti differenti, ma circostanze di forza maggiore (la guerra o la fuga di Angelica) fanno sempre differire il duello. La verità è che Ferraù vuole scontrarsi con Orlando (come già con Argalia) per la gloria e la fama. Vuole sconfiggere il più forte cavaliere di Francia per essere considerato, come egli stesso afferma nel poema di Boiardo, "Il fior mondo".

### Ferraù nell'Entrée d'Espagne
Nell'Entrée d'Espagne, Roland uccide Feragu al termine di una lunga disputa teologica che conclude il duello di tre giorni fra i due. Interessante notare che secondo la leggenda Orlando non aveva mai trovato nessuno che gli avesse resistito per più di tre giorni. Questo fa di Ferraù forse il suo più forte avversario.

### Ferraù nellaHistoria Karoli Magni
Ferraù appare in Historia Karoli Magni et Rotholandi (liber 4 di Codex calixtinus) come "Ferracutus", un gigante che protegge la città di Nájera e che combatte e viene ucciso da Orlando.

### Ferraù nellaSpagna
Ne La Spagna, poema anonimo dell'ultima metà del Trecento, Ferraù sfida e fa prigionieri molti dei più forti paladini, tra cui Oliviero, Astolfo e Uggieri il Danese. Da ultimo si scontra con Orlando, il quale dopo un lungo ed estenuante duello (anche perché entrambi sono fatati) lo sconfigge trafiggendolo. Ferraù chiede il battesimo prima di morire, che Orlando gli concederà, permettendo alla sua anima di andare in Paradiso. In seguito il conte veste le armi del saraceno per liberare i prigionieri e Carlo Magno crederà, vista l'anima salire in cielo, che in realtà sia morto Orlando, dando luogo ad una serie di equivoci.

### Ferraù nell'Orlando innamorato
Nell'Orlando innamorato di Boiardo uccide il fratello di Angelica, Argalia e gli sottrae il prezioso elmo. Combatte spesso con Orlando per Angelica (entrambi ne sono innamorati ma lei disdegna quasi chiunque) e per il suo elmo d'Almonte. Successivamente combatte con Rodomonte, poiché gli dice che un tempo fu innamorato di Doralice, figlia del re di Granada, di cui Rodomonte è folle d'amore. Viene lasciato a cercare l'elmo di Argalia nel fiume, dove l'aveva perso. Esattamente da lì lo ritroveremo nel Furioso di Ariosto.

### Ferraù nell'Orlando furioso
Nell'Orlando furioso è figlio di Falsirone e nipote di Marsilio re di Spagna ed è uno dei più forti e soprattutto più superbi tra i Saraceni. Grazie ad un incantesimo egli è invulnerabile, tranne che nell'ombelico: egli infatti usa portare sulla pancia un'armatura spessa sette volte più del normale. Viene narrato di lui già nel primo canto quando incontra in un bosco Rinaldo alla ricerca di Angelica. I due, entrambi interessati alla fanciulla, duellano, ma decidono di sospendere il combattimento per andare alla sua ricerca. Ferraù era inoltre alla ricerca del suo elmo che aveva perso nel fiume che passava per il bosco, appartenuto ad Argalia, fratello di Angelica che egli aveva ucciso nell'Orlando Innamorato. Proprio mentre cerca l'elmo gli appare il fantasma di Argalia che lo rimprovera. Proprio per questo Ferraù decide di andare, d'ora in poi, senza elmo in capo fin quando non avrà sottratto ad Orlando il suo prezioso elmo fatato, già appartenuto al re pagano Almonte, che il conte gli sottrasse in Aspramonte.
Orlando e Ferraù si ritrovano all'uscita del castello di Atlante, entrambi ancora una volta all'inseguimento di Angelica. Si battono per l'elmo, ma a causa di una beffa di Angelica, invisibile per il suo anello, il duello viene sospeso e il cimiero fortuitamente passa a Ferraù, il quale lo terrà, anticipa Ariosto, fin quando Orlando non lo ucciderà, episodio che però non rientra nel poema, ma che è invece narrato nell'Entrée d'Espagne, nella Spagna e nel Morgante. Ferraù appare ancora una volta nel poema ariostesco, come vendicatore della morte del prediletto dei suoi guerrieri, il giovanissimo cantore e citaredo Olimpio da la Serra, caduto in combattimento proprio sotto i suoi occhi.

## Nella cultura di massa
- Nello sceneggiato televisivo Orlando furioso del 1975 diretto da Luca Ronconi, Ferraù è interpretato da Carlo Valli.